# Friedrich Rische
Friedrich Rische (* 25. Dezember 1914 in Bochum; † 22. November 2007 in Düsseldorf) war ein deutscher Politiker der KPD.

## Leben

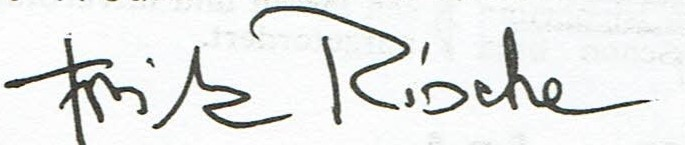
Unterschrift Fritz Rische

Risches Vater war ein sozialdemokratischer Bergmann aus Bochum, der sich über die USPD später der KPD anschloss. Von Beruf war er Metallarbeiter.
Er trat 1932 der KPD bei. Während der Zeit des Nationalsozialismus wurde er mehrfach verhaftet und wegen Hochverrats zu Zuchthaus verurteilt.
Nach dem Zweiten Weltkrieg beteiligte sich Rische am Wiederaufbau der KPD im Ruhrgebiet. Seit 1946 war er stellvertretender Chefredakteur und Ressortleiter Wirtschaftspolitik des Westdeutschen Volks-Echos. Er war 1948/49 Mitglied des Wirtschaftsrats der Bizone und dort Vorsitzender der KPD-Fraktion. Er gehörte dem Deutschen Bundestag in dessen erster Legislaturperiode von 1949 bis 1953 an. Am 15. Juni 1950 wurde er gemeinsam mit seinen Fraktionskollegen Heinz Renner, Oskar Müller und Walter Vesper wegen unparlamentarischen Verhaltens von Bundestagspräsident Erich Köhler für 20 Sitzungstage von der Teilnahme an Plenarsitzungen ausgeschlossen; am 4. März 1953 verhängte Bundestagspräsident Hermann Ehlers aus demselben Grunde dieselbe Maßnahme für drei Sitzungstage.
Von 1951 bis zum KPD-Verbot 1956 war er Mitglied des Direktoriums des Parteivorstands. Wegen der Erstellung und Propagierung des KPD-Programms zur deutschen Wiedervereinigung wurde er im Juli 1956 wegen »Vorbereitung zum Hochverrat« zu dreieinhalb Jahren Haft verurteilt.
Kurz nach ihrer Gründung im Jahr 1968 wurde Rische Mitglied der DKP; dies blieb er bis zu seinem Tod.
Friedrich Rische war 2007 der letzte noch lebende Bundestagsabgeordnete der KPD und zugleich einer der letzten des 1. Deutschen Bundestages überhaupt.

## Schriften
- Alternativen zur Wirtschaftspolitik des Kapitals – Aufsätze, Artikel, Reden, Frankfurt am Main, 1980.
- mit Angelika Lehndorf-Felsko, Der KPD-Verbotsprozeß 1954 bis 1956. Wie es dazu kam – sein Verlauf – die Folgen, Frankfurt am Main, 1980.
- mit Ludwig Müller: Krise, Inflation, Arbeitslosigkeit – Probleme und Alternativen, Verlag Marxistische Blätter, Frankfurt am Main 1975
- Fritz Rische (Hrsg.): Arbeiterklasse und EWG, Verlag Marxistische Blätter, Frankfurt am Main 1974, ISBN 978-3-88012-180-5